# Macromia yunnanensis
Macromia yunnanensis là loài chuồn chuồn trong họ Macromiidae. Loài này được Zhou, Luo, Hu & Wu miêu tả khoa học đầu tiên năm 1993.